# Sabina di Württemberg
Sabina di Württemberg (Mömpelgard, 2 luglio 1549 – Rotenburg an der Fulda, 17 agosto 1581) era una delle otto figlie di Cristoforo, duca del Württemberg dal 1550 al 1568, e di Anna Maria di Brandeburgo-Ansbach.
La politica matrimoniale di suo padre era diretta a instaurare alleanze "locali", per cui, come per le sue sorelle, fu destinata a sposare un nobile tedesco. Venne scelto per lei Guglielmo, figlio ed erede di Filippo I d'Assia, langravio d'Assia-Kassel; il matrimonio fu celebrato a Marburgo l'11 febbraio 1566.
Nel 1567, alla morte del padre, Guglielmo ereditò il titolo che mantenne fino al 1592.

## Figli
Sabina diede alla luce undici figli:
- Anna Maria (1567–1626), che sposò nel 1589 il conte Luigi II di Nassau-Saarbrücken (1565-1627)
- Edvige (1569–1644), che sposò nel 1597 il conte Ernesto di Schaumburg (1569-1622)
- Agnese (1569-1569)
- Sofia (1571–1616)
- Maurizio (1572–1632), langravio d'Assia-Kassel, che sposò in prime nozze nel 1593 la contessa Agnese di Solms-Laubach (1578-1602) e in seconde nozze nel 1603 la contessa Giuliana di Nassau-Dillenburg (1587-1643)
- Sabina (1573-1573)
- Sidonia (1574–1575)
- Cristiano (1575–1578)
- Elisabetta (1577–1578)
- Cristina (1578–1658), che sposò nel 1598 il duca Giovanni Ernesto di Sassonia-Eisenach (1566-1638)
- Julie (1581-1581)

Suo marito ebbe inoltre almeno altri quattro figli illegittimi, tra cui Filippo Guglielmo di Cornberg.

## Ascendenza
|                                   |                                   |                                  | Genitori                               |  |  | Nonni |  |  | Bisnonni                         |  |  | Trisnonni               |  |
|                                   |                                   |                                  |                                        |  |  |       |  |  | Enrico di Württemberg-Mömpelgard |  |  | Ulrico V di Württemberg |  |
|                                   |                                   |                                  |                                        |  |  |       |  |  | Enrico di Württemberg-Mömpelgard |  |  | Ulrico V di Württemberg |  |
|                                   |                                   | Elisabetta di Baviera-Landshut   |                                        |  |  |       |  |  | Enrico di Württemberg-Mömpelgard |  |  |                         |  |
| Ulrico di Württemberg             |                                   |                                  |                                        |  |  |       |  |  | Enrico di Württemberg-Mömpelgard |  |  |                         |  |
|                                   |                                   | Elisabetta di Zweibrücken-Bitsch | Simone VI Wecker di Zweibrücken-Bitsch |  |  |       |  |  |                                  |  |  |                         |  |
|                                   |                                   | Elisabetta di Zweibrücken-Bitsch | Simone VI Wecker di Zweibrücken-Bitsch |  |  |       |  |  |                                  |  |  |                         |  |
|                                   |                                   | Elisabetta di Zweibrücken-Bitsch | Elisabetta di Lichtenberg-Lichtenau    |  |  |       |  |  |                                  |  |  |                         |  |
| Cristoforo di Württemberg         |                                   | Elisabetta di Zweibrücken-Bitsch |                                        |  |  |       |  |  |                                  |  |  |                         |  |
|                                   |                                   | Alberto IV di Baviera            | Alberto III di Baviera                 |  |  |       |  |  |                                  |  |  |                         |  |
|                                   |                                   | Alberto IV di Baviera            | Alberto III di Baviera                 |  |  |       |  |  |                                  |  |  |                         |  |
|                                   |                                   | Alberto IV di Baviera            | Anna di Braunschweig-Grubenhagen       |  |  |       |  |  |                                  |  |  |                         |  |
| Sabina di Baviera                 |                                   | Alberto IV di Baviera            |                                        |  |  |       |  |  |                                  |  |  |                         |  |
|                                   |                                   | Cunegonda d'Austria              | Federico III d'Asburgo                 |  |  |       |  |  |                                  |  |  |                         |  |
|                                   |                                   | Cunegonda d'Austria              | Federico III d'Asburgo                 |  |  |       |  |  |                                  |  |  |                         |  |
|                                   |                                   | Cunegonda d'Austria              | Eleonora d'Aviz                        |  |  |       |  |  |                                  |  |  |                         |  |
| Sabina di Württemberg             |                                   | Cunegonda d'Austria              |                                        |  |  |       |  |  |                                  |  |  |                         |  |
|                                   | Federico I di Brandeburgo-Ansbach | Alberto III di Brandeburgo       |                                        |  |  |       |  |  |                                  |  |  |                         |  |
|                                   | Federico I di Brandeburgo-Ansbach | Alberto III di Brandeburgo       |                                        |  |  |       |  |  |                                  |  |  |                         |  |
|                                   | Federico I di Brandeburgo-Ansbach | Anna di Sassonia                 |                                        |  |  |       |  |  |                                  |  |  |                         |  |
| Giorgio di Brandeburgo-Ansbach    | Federico I di Brandeburgo-Ansbach |                                  |                                        |  |  |       |  |  |                                  |  |  |                         |  |
|                                   |                                   | Sofia di Polonia                 | Casimiro IV di Polonia                 |  |  |       |  |  |                                  |  |  |                         |  |
|                                   |                                   | Sofia di Polonia                 | Casimiro IV di Polonia                 |  |  |       |  |  |                                  |  |  |                         |  |
|                                   |                                   | Sofia di Polonia                 | Elisabetta d'Asburgo                   |  |  |       |  |  |                                  |  |  |                         |  |
| Anna Maria di Brandeburgo-Ansbach |                                   | Sofia di Polonia                 |                                        |  |  |       |  |  |                                  |  |  |                         |  |
|                                   |                                   | Carlo I di Münsterberg-Oels      | Enrico I di Münsterberg-Oels           |  |  |       |  |  |                                  |  |  |                         |  |
|                                   |                                   | Carlo I di Münsterberg-Oels      | Enrico I di Münsterberg-Oels           |  |  |       |  |  |                                  |  |  |                         |  |
|                                   |                                   | Carlo I di Münsterberg-Oels      | Ursula di Brandeburgo                  |  |  |       |  |  |                                  |  |  |                         |  |
| Edvige di Münsterberg-Oels        |                                   | Carlo I di Münsterberg-Oels      |                                        |  |  |       |  |  |                                  |  |  |                         |  |
|                                   |                                   | Anna von Sagan                   | Giovanni II di Sagan                   |  |  |       |  |  |                                  |  |  |                         |  |
|                                   |                                   | Anna von Sagan                   | Giovanni II di Sagan                   |  |  |       |  |  |                                  |  |  |                         |  |
|                                   |                                   | Anna von Sagan                   | Katharina von Troppau                  |  |  |       |  |  |                                  |  |  |                         |  |
|                                   |                                   | Anna von Sagan                   |                                        |  |  |       |  |  |                                  |  |  |                         |  |